# Rino Benedetti
Rino Benedetti (Ponte Buggianese, Toscana, 18 de novembre de 1928 - Ponte Buggianese, 14 de juny de 2002) va ser un ciclista italià que fou professional entre 1951 i 1963.
En el seu palmarès aconseguí una quarantena de victòries, destacant per damunt de totes quatre etapes al Giro d'Itàlia, una a la Volta a Espanya i una al Tour de França.

## Palmarès
- 1951
  - 1r al Giro del Mendrisiotto
  - 1r al Gran Premi Ceramisti, a Ponzano Magra
- 1952
  - Campió de la Toscana dels independents
  - 1r de la Copa Gori
  - 1r del Gran Premi Colli Pistoiesi
  - Vencedor d'una etapa al Giro d'Itàlia
- 1953
  - 1r de la Copa Linari
  - 1r de la Copa Desideri
  - 1r de la Copa Mobilieri&Ceramisti
  - 1r del Gran Premi Ceramisti
  - 1r del Gran Premi de Barberino de Mugello
  - 1r al Gran Premi de la Indústria i el Comerç de Prato
  - Vencedor de 2 etapes al Giro de Sicília
- 1954
  - 1r de la Copa Sabatini
  - 1r de la Copa San Giovanni
  - 1r del Gran Premi de Panna
  - 1r del Gran Premi de Ponte di San Giovanni
- 1955
  - Campió d'Itàlia dels independents
  - 1r al Giro de la Província de Reggio de Calàbria
  - 1r al Trofeu Fenaroli
  - 1r del Gran Premi de Prato
  - Vencedor de 2 etapes al Giro d'Itàlia
- 1957
  - Vencedor d'una etapa a la Volta a Espanya
- 1958
  - 1r al Trofeu de l'U.V.I. i vencedor de 2 etapes
  - 1r del Gran Premi de Rho
  - Vencedor de 2 etapes a la Volta a Suïssa
  - Vencedor de 3 etapes al Giro dels tres mars
  - Vencedor de 2 etapes al Giro de Sicília
- 1959
  - 1r del Giro del Véneto
  - 1r a la Copa Sabatini
  - 1r al Giro de Campània
  - Vencedor d'una etapa al Giro d'Itàlia
- 1961
  - 1r al Gran Premi de la Indústria a Quarrata
  - 1r al Trofeu Fenaroli
  - Vencedor d'una etapa dels Quatre dies de Dunkerque
- 1962
  - Vencedor d'una etapa al Tour de França
  - Vencedor d'una etapa a la Volta a Catalunya

### Resultats al Giro d'Itàlia
- 1952. 48è de la classificació general
- 1953. Abandona
- 1954. 34è de la classificació general
- 1955. 49è de la classificació general. Vencedor de 2 etapes
- 1956. 18è de la classificació general
- 1957. Abandona
- 1958. 37è de la classificació general
- 1959. 23è de la classificació general. Vencedor d'una etapa
- 1960. 18è de la classificació general
- 1961. Abandona
- 1962. 30è de la classificació general
- 1963. 39è de la classificació general

### Resultats al Tour de França
- 1955. 42è de la classificació general
- 1962. 63è de la classificació general. Vencedor d'una etapa

### Resultats a la Volta a Espanya
- 1957. 36è de la classificació general. Vencedor d'una etapa